# Stazione di Montecalvo-Buonalbergo-Casalbore
La stazione di Montecalvo-Buonalbergo-Casalbore è una stazione ferroviaria posta sulla linea Napoli-Foggia, in una tratta a binario unico. È gestita da RFI e venne edificata per servire i comuni di Montecalvo Irpino, Buonalbergo e Casalbore.
La stazione è ubicata nella valle del Miscano a 273 m s.l.m., lungo l'ex strada statale 414 di Montecalvo Irpino.

## Storia
Costruita nel 1868, la stazione dispone di un fabbricato viaggiatori (danneggiato durante la seconda guerra mondiale e poi ricostruito), uno scalo merci e un deposito locomotive. Quest'ultimo, non più esistente, ospitava in una prima fase le locomotive di spinta che venivano aggiunte ai convogli più pesanti per affrontare il tratto in salita che conduceva alla stazione di valico di Pianerottolo d'Ariano. Tali manovre divennero però superflue dopo che, negli anni '20 del Novecento, la linea venne elettrificata mediante il sistema innovativo della trazione a corrente continua a 3000 volt. Nella stazione effettuavano fermata sette coppie giornaliere di treni passeggeri nel primo dopoguerra e otto nel secondo.

## Struttura e utilizzo
Il piazzale si compone di tre binari:
- Binario 1 su tracciato deviato, con banchina
- Binario 2 binario di corsa, con banchina
- Binario 3 su tracciato deviato, senza banchina

Vi erano anche cinque tronchini, due dei quali destinati originariamente al deposito locomotive e altri due allo scalo merci. Quest'ultimo venne chiuso sul finire del Novecento mentre, quasi nello stesso periodo, la stazione veniva resa impresenziata.
A partire dalla fine del 2010 nessun treno effettua più fermata nella stazione.